# Ted de Corsia
Ted de Corsia (* 29. September 1905 in Brooklyn, New York City; † 11. April 1973 in Encino, Kalifornien; eigentlich Edward Gildea De Corsia) war ein US-amerikanischer Schauspieler.

## Leben
Ted de Corsia wurde 1905 als einziges Kind der Vaudeville-Künstler Edward De Corsia und Helen Le Sage in Brooklyn geboren. Aufgrund des Berufs seiner Eltern war seine Kindheit von zahlreichen Umzügen und Schulwechseln geprägt. Im Alter von sechs Jahren stand er erstmals auf der Bühne. Während er die New York Evening High School besuchte und an der New York University studierte, verdiente er sich als Klempner, Verkäufer und Elektriker etwas dazu. Zeitweilig arbeitete er auch als Koch. Danach war er mit seiner markanten Stimme zunächst hauptsächlich als Schauspieler beim Hörfunk tätig. 1947 gab er neben Rita Hayworth und Orson Welles in dessen Film noir Die Lady von Shanghai sein Leinwanddebüt. Es folgten zahlreiche Nebenrollen, zumeist als Bösewicht, wie in Stadt ohne Maske (1948) oder in Der Tiger (1951) mit Humphrey Bogart. Ab 1953 war er ein vielbeschäftigter Darsteller im US-amerikanischen Fernsehen, wo er bis 1972 in zahlreichen Serien wie Rauchende Colts (1962–1966), Perry Mason (1964–1966) oder Bezaubernde Jeannie (1966) auftrat.
Die Ehe mit seiner ersten Frau Mary Robertson endete 1935 in Scheidung. Mit seiner zweiten Frau Rachel Thurber, die er 1939 heiratete, hatte de Corsia zwei Töchter. Er starb 1973 im Alter von 67 Jahren an einem Herzinfarkt.

## Filmografie (Auswahl)
Filme
- 1947: Die Lady von Shanghai (The Lady from Shanghai) – Regie: Orson Welles
- 1947: Brooklyn, U.S.A. (Kurzfilm, Erzähler) – Regie: Arthur Cohen
- 1948: Stadt ohne Maske (The Naked City) – Regie: Jules Dassin
- 1949: It Happens Every Spring – Regie: Lloyd Bacon
- 1949: Neptuns Tochter (Neptune’s Daughter) – Regie: Edward Buzzell
- 1949: Der Mann, der zu Weihnachten kam (Mr. Soft Touch) – Regie: Henry Levin, Gordon Douglas
- 1950: Blutiger Staub (The Outriders) – Regie: Roy Rowland
- 1950: Ladung für Kapstadt (Cargo to Capetown) – Regie: Earl McEvoy
- 1950: Frauengeheimnis (Three Secrets) – Regie: Robert Wise
- 1951: Der Tiger (The Enforcer) – Regie: Bretaigne Windust
- 1951: Tal der Rache (Vengeance Valley) – Regie: Richard Thorpe
- 1951: Ein Platz an der Sonne (A Place in the Sun) – Regie: George Stevens
- 1951: Der Todesfelsen von Colorado (New Mexico) – Regie: Irving Reis
- 1951: Meuterei im Morgengrauen (Inside the Walls of Folsom Prison) – Regie: Crane Wilbur
- 1952: Die schwarze Isabell (Captain Pirate) – Regie: Ralph Murphy
- 1952: Der weiße Sohn der Sioux (The Savage) – Regie: George Marshall
- 1952: Der Wendepunkt (The Turning Point) – Regie: William Dieterle
- 1953: Der Mann im Dunkel (Man in the Dark) – Regie: Lew Landers
- 1953: Verwegene Gegner (Ride, Vaquero!) – Regie: John Farrow
- 1954: Von der Polizei gehetzt (Crime Wave) – Regie: André de Toth
- 1954: 20.000 Meilen unter dem Meer (20,000 Leagues Under the Sea) – Regie: Richard Fleischer
- 1955: Geheimring 99 (The Big Combo) – Regie: Joseph H. Lewis
- 1955: Der Einzelgänger (Man with the Gun) – Regie: Richard Wilson
- 1955: Kismet – Regie: Vincente Minnelli, Stanley Donen
- 1956: Der Eroberer (The Conqueror) – Regie: Dick Powell
- 1956: Straße des Verbrechens (Slightly Scarlet) – Regie: Allan Dwan
- 1956: Stahlharte Männer (The Steel Jungle) – Regie: Walter Doniger
- 1956: Mohawk – Regie: Kurt Neumann
- 1956: Die Rechnung ging nicht auf (The Killing) – Regie: Stanley Kubrick
- 1956: Schüsse peitschen durch die Nacht (Showdown at Abilene) – Regie: Charles F. Haas
- 1956: Tolle Jungs im Einsatz (Dance with Me, Henry) – Regie: Charles Barton
- 1957: Der Tod war schneller (The Midnight Story) – Regie: Joseph Pevney
- 1957: Zwei rechnen ab (Gunfight at the O. K. Corral) – Regie: John Sturges
- 1957: Im Schatten der Schlinge (The Lawless Eighties) – Regie: Joseph Kane
- 1957: Schicksalsmelodie (The Joker Is Wild) – Regie: Charles Vidor
- 1957: Dem Henker ausgeliefert (Gun Battle at Monterey) – Regie: Sidney Franklin Jr., Carl K. Hittleman
- 1957: So enden sie alle (Baby Face Nelson) – Regie: Don Siegel
- 1958: Enchanted Island – Regie: Allan Dwan
- 1958: König der Freibeuter (The Buccaneer) – Regie: Anthony Quinn
- 1959: Die schwarze Hand der Mafia (Inside the Mafia) – Regie: Edward L. Cahn
- 1960: Oklahoma Territory – Regie: Edward L. Cahn
- 1960: Morgen sollst Du sterben (Noose for a Gunman) – Regie: Edward L. Cahn
- 1960: Von der Terrasse (From the Terrace) – Regie: Mark Robson
- 1960: Spartacus – Regie: Stanley Kubrick
- 1961: Pippi Langstrumpf (Pippi Longstocking) – Regie: Frank Bunetta
- 1962: Geld spielt keine Rolle (It’s Only Money) – Regie: Frank Tashlin
- 1963: In Montana ist die Hölle los (The Quick Gun) – Regie: Sidney Salkow
- 1964: Goldfieber (Blood on the Arrow) – Regie: Sidney Salkow
- 1965: Goldfalle (The Money Trap) – Regie: Burt Kennedy
- 1966: Nevada Smith – Regie: Henry Hathaway
- 1967: The King’s Pirate – Regie: Don Weis
- 1968: Todfeinde (5 Card Stud) – Regie: Henry Hathaway
- 1970: Der Delta Faktor (The Delta Factor) – Regie: Tay Garnett
- 1972: Brutale Schatten (Un homme est mort) – Regie: Jacques Deray

Fernsehserien
- 1954: Cavalcade of America (eine Folge)
- 1954: The Lone Wolf (eine Folge)
- 1954: Waterfront (drei Folgen)
- 1955: The Lone Ranger (eine Folge)
- 1956: Die Abenteuer des Fu Manchu (The Adventures of Fu Manchu) (eine Folge)
- 1957: Have Gun – Will Travel (eine Folge)
- 1957/1958: Official Detective (zwei Folgen)
- 1957–1962: Maverick (drei Folgen)
- 1958: Richard Diamond, Privatdetektiv (Richard Diamond, Private Detective) (eine Folge)
- 1958: Zorro (eine Folge)
- 1958: Dezernat M (M Squad) (eine Folge)
- 1958: Westlich von Santa Fé (The Rifleman) (eine Folge)
- 1958: 26 Men (zwei Folgen)
- 1958/1959: Sugarfoot (zwei Folgen)
- 1958–1959: Abenteuer unter Wasser (Sea Hunt) (vier Folgen)
- 1958–1961: Lawman (drei Folgen)
- 1959: Abenteuer im wilden Westen (Dick Powell’s Zane Grey Theater) (eine Folge)
- 1959: Steve Canyon (fünf Folgen)
- 1959–1960: Bat Masterson (drei Folgen)
- 1959/1960: Markham (zwei Folgen)
- 1959/1960: Josh (Wanted: Dead Or Alive) (zwei Folgen)
- 1959/1961: Alfred Hitchcock präsentiert (Alfred Hitchcock Presents) (zwei Folgen)
- 1959/1962: Die Unbestechlichen (The Untouchables) (zwei Folgen)
- 1959–1963: 77 Sunset Strip (drei Folgen)
- 1959/1964: Twilight Zone (The Twilight Zone) (zwei Folgen)
- 1960: Law of the Plainsman (eine Folge)
- 1960: Peter Gunn (eine Folge)
- 1960: Shotgun Slade (zwei Folgen)
- 1960/1961: Am Fuß der blauen Berge (Laramie) (zwei Folgen)
- 1960–1964: Tausend Meilen Staub (Rawhide) (sechs Folgen)
- 1961: Der zweite Mann (The Deputy) (eine Folge)
- 1961–1962: Cain’s Hundred (drei Folgen)
- 1962: Polizeirevier 87 (87th Precinct) (eine Folge)
- 1962–1963: Wide Country (drei Folgen)
- 1962/1966: Rauchende Colts (Gunsmoke) (zwei Folgen)
- 1963: The Dakotas (eine Folge)
- 1963–1964: The Outer Limits (drei Folgen)
- 1964: Alfred Hitchcock zeigt (The Alfred Hitchcock Hour) (eine Folge)
- 1964: Stationsarzt Dr. Kildare (Dr. Kildare) (eine Folge)
- 1964: Ben Casey (eine Folge)
- 1964/1966: Im Wilden Westen (Death Valley Days) (zwei Folgen)
- 1964–1966: Perry Mason (drei Folgen)
- 1965: Die Seaview – In geheimer Mission (Voyage to the Bottom of the Sea) (eine Folge)
- 1965: Zivilcourage (Profiles in Courage) (zwei Folgen)
- 1965–1969: Daniel Boone (vier Folgen)
- 1966: Solo für O.N.C.E.L. (The Man from U.N.C.L.E.) (eine Folge)
- 1966: Laredo (eine Folge)
- 1966: Bezaubernde Jeannie (I Dream of Jeannie) (zwei Folgen)
- 1966: Jericho (eine Folge)
- 1966: Iron Horse (eine Folge)
- 1966/1967: Mini-Max (Get Smart) (zwei Folgen)
- 1967: Rango (eine Folge)
- 1967: Green Acres (eine Folge)
- 1968–1969: The New Adventures of Huckleberry Finn (vier Folgen)
- 1969: Die Spur des Jim Sonnett (The Guns of Will Sonnett) (eine Folge)
- 1969: Verrückter wilder Westen (The Wild Wild West) (zwei Folgen)
- 1969: The Outcasts (eine Folge)
- 1970: Mannix (eine Folge)
- 1970: High Chaparral (The High Chaparral) (eine Folge)
- 1972: Die Zwei von der Dienststelle (The Partners) (eine Folge)